# Гергей III Моносло
Гергей (Гергё, Герё, Геци, Григорий) III Моносло (венг. Monoszló nembeli (III.) Gergely; ок. 1240 — между 1291 и 1294 годами) — венгерский барон, который служил первым известным судьей куманов в 1269 году. Благодаря своему браку он был родственником королевской династии Арпадов.

## Семейный фон
Представитель венгерского дворянского рода Моносло. Родился около 1240 года. Один из сыновей Гергея (Григория) II Моносло, который занимал пост ишпана графства Крассо в 1255 году. Его мать происходила из венгерского дворянского рода Бё, возможно, дочерью Дерса. Его дедом был Тамаш I Моносло, бан Славонии (1228—1229). У Гергея было два брата, Эгид II Моносло, который дважды являлся главой казначейства, и Петер Моносло, который выполнял функции епископа Трансильвании (1270—1307). Несмотря на его прямое родство с королевским домом Арпадов, карьера Гергея была омрачена его старшим братом, более честолюбивым и способным Эгидом. Три брата поддерживали друг друга в политике и постепенно отличались от других ветвей рода Моносло.
Гергей Моносло стал родственником королевского дома Арпадов, когда он женился на сестре Елизаветы Куманской, жены герцога и будущего короля Венгрии Иштвана. Елизавета и жена Гергея, скорее всего, были дочерьми Сейхана (Котяна), куманского вождя. Брак Гергея и куманской княжны, вероятно, был заключен в середине 1260-х годов, так как, согласно королевской хартии 1274 года, изданной сыном Елизаветы, королем Ласло IV, Елизавета ранее передала королевское поместье Паны (сегодня Пановце, Словакия) своей сестре. Эта область входила в состав домена её супруга, герцога Иштвана, который, приняв титул «младшего короля», вынудил своего отца, венгерского короля Белу IV, уступить ему все земли Венгерского королевства к востоку от Дуная. Позднее, в 1274 году, Ласло IV Кун конфисковал поместье своей тётки в обмен на Каран, комитат Шомодь, которое находилось рядом с землями клана Моносло. Венгерский историк Янош Карачоньи утверждал, что Елизавета и её сестра были сестрами болгарского деспота Якова Светослава, который восстал против своего сюзерена Иштвана. После победоносной венгерской кампании в Болгарии в 1266 году, Эгид Моносло, взявший Тырново, отдал сестру деспота в жены своему младшему брату Гергею в качестве залога мира.

## Карьера
Принадлежа к своему родству, Гергей Моносло был непоколебимо предан герцогу Иштвану, который начал гражданскую войну против своего отца, Белы IV в 1264 году. Однако нет никаких источников, принимал ли он активное участие в битвах или занимал какие-либо конкретные должности при королевском дворе Иштвана. В 1269 году Гергей был дважды упомянут как судья куманов, став первым известным человеком, который носил эту должность. Более ранние исторические работы отождествляли этого чиновника с его отцом Гергеем II. Однако венгерский историк Аттила Жолдос утверждал, что последнее упоминание о Гергее II относится к 1256 году, и нет никаких записей о его роли в гражданской войне 1260-х годов или каких-либо политических отношениях с герцогом Иштваном. В противоположность ему, как заметил Жолдос, Гергей III принадлежал ко двору мужа своей невестки, герцога Иштвана, и имел куманскую (половецкую) жену. В этих двух документах Гергей как судья куманов — после окончания войны — предстал перед престарелым Белой IV в королевском дворе, чтобы вести переговоры по вопросам о владениях в Славонии со своими двоюродными братьями, Томашом III и Иштваном II, и дальним родственником Миклошем.
После смерти короля Белы Иштван V унаследовал королевский трон своего отца и был коронован 17 мая 1270 года или позднее. Новоназначенный палатин Венгрии Моиш принял титул судьи куманов, соединив эти две должности. В то же время Гергей Моносло был назначен главой казны своей невестки, королевы Елизаветы (в то время как его брат Эгид занимал ту же должность при королевском дворе Иштвана V). Кроме того, Гергей также стал ишпаном комитата Ваш. В этом качестве Гергей сыграл важную роль в возникающем вооруженном конфликте между Иштваном V и королем Богемии Оттокаром II. После коронации Иштвана, ближайшие советники покойного Белы, например Хенрик Кёсеги и Миклош Гередье бежали из Венгрии и передали Кёсег и ряд других замков в комитате Ваш, вдоль западных границ, королю Богемии Пршемыслу Отакару II. Тогда Иштван V совершил набег на Штирию примерно в декабре 1270 года. Гергей был одним из командиров королевской армии против чешского короля. В следующем году Миклош Гередье вернулся в Венгрию и поклялся в верности Иштвану после заключения мира в Прессбурге, который был подписан 2 июля 1271 года. Хотя Оттокар отказался от своих притязаний на территории, завоеванные в Венгрии, Хенрик Кёсеги, получив военную помощь из Чехии и Штирии, отказался вернуть свои замки вдоль западной границы. В результате Гергей возглавил королевскую армию, которая осадила и захватила четыре замка Генриха Кесеги в августе 1271 года.
Бан Славонии Иоахим Гуткелед, восстал против короля Иштвана V и похитил его десятилетнего сына и наследника, Ласло, летом 1272 года. Иштван осадил крепость Иоахима в Копривнице, но не смог освободить своего сына. Король вскоре заболел и скончался 6 августа 1272 года, таким образом братья Моносло потеряли своего покровителя. Иоахим Гуткелед, получив сведения о смерти короля Иштвана, прибыл в Секешфехервар, где короновал малолетнего принца Ласло. К нему присоединилась невестка Гергея, вдовствующая королева Елизавета Куманская, что привело в бешенство сторонников Иштвана V, обвинивших ее в заговоре против мужа. Брат Гергея, Эгид, немедленно осадил в конце августа дворец Елизаветы Куманской в Секешфехерваре, чтобы «спасти» Ласло от влияния соперничающей баронской группы. Однако военные действия закончились провалом. Эгид и Гергей Моносло, «опасаясь мести королевы», бежали в Прессбург (сегодня Братислава, Словакия). Они захватили замок и его окрестности, передав их королю Чехии Оттокару II, который предоставил им убежище. Их венгерские земли были конфискованы вслед за этим королевой Елизаветой от имени своего сына Ласло IV. Братья Моносло получили от Оттокара австрийские замки Лаа, Штоккерау, Корнойбург и Кройценштайн, а также король Чехии поручил им управлять Прессбургом и прилегающими замками.
После чешского вторжения в Венгрию в апреле 1273 года Эгид и Гергей Моносло бежали из Праги в Венгрию и поклялись в верности королю Ласло IV Куну, получив таким, образом прощение от Елизаветы Куманской, и конфискованные земли Моносло были возвращены. Гергей был вновь назначен ишпаном (графом) комитата Ваш. Он одновременно также исполнял обязанности главы Пожегского комитата до 1273 года. В этом качестве он сражался против войск Оттокара в Дьёре. Однако конкурирующая баронская группа, в которой доминировали кланы Кёсеги и Гуткеледы, восстановили свое влияние при дворе и, среди прочего, Гергей был уволен со своего поста. И Эгид, и Гергей потеряли все политическое влияние по неясным причинам после 1275 года, поскольку они никогда не занимали никаких постов после этого, несмотря на то, что их союзники, группа клана Чак смогла вернуться к власти, чтобы управлять королевством еще в конце года. Братья совместно владели Алмошдом в комитате Бихар в 1291 году. Гергей Моносло умер бездетным к 1294 году.